# زيلدا أرنس
زيلدا أرنس نيومان  (بالبرتغالية: Zilda Arns‏) (1934 - 2010)، هي طبيبة أطفال برازيلية. كانت ابنة من مهاجر ألماني وشقيقة البرازيلي رئيس الأساقفة والكاردينال باولو إيفاريستو أرنز. أرادت أن تصبح مرسلة في البداية، ولكن عندما رأت كيف أن الناس في الشمال يرتجفون من حمى الملاريا، قررت دراسة الطب. درست الطب من أجل العمل من أجل الأطفال الفقراء وعملت لعدة سنوات في مستشفى الأطفال سيزار بيرنيتا من كوريتيبا في البرازيل.
من 1994 إلى 1996، كانت عضوًا في المجلس الوطني للبرازيل لحقوق الأطفال والشباب. بسبب عملها التبشيري، كانت من بين 191 مرشحًا لجائزة نوبل للسلام في عام 2006.
توفيت يوم 12 يناير 2010 كضحية لانهيار مبنى الكنيسة في هايتي بسبب زلزال هايتي 2010 بينما كانت في مهمة هناك لمساعدة «مؤتمر المتدينين».
بالنسبة للعديد من الفقراء كانت هي «الأم تريزا» البرازيلية.